# Armilla (Granada)
Armilla ist die achtgrößte Gemeinde in der spanischen Provinz Granada. Sie gehört zur Comarca Vega de Granada und grenzt im Nordosten direkt an die Provinzhauptstadt Granada. Die Gemeinde hat 25.405 Einwohnern (Stand: 2024).
Armillas Stadtpatrone sind San Miguel, San Isidro und Virgen del Rosario.
Auf der Luftwaffenbasis von Armilla ist unter anderem die Hubschrauber-Kunstflugstaffel der spanischen Luftstreitkräfte stationiert.

## Bevölkerungsentwicklung
Quelle:INE-Archiv – grafische Aufarbeitung für Wikipedia

## Persönlichkeiten
- Manuel Galera (1943–1972), Radrennfahrer